# 26917 Pianoro
26917 Pianoro è un asteroide della fascia principale. Scoperto nel 1996, presenta un'orbita caratterizzata da un semiasse maggiore pari a 3,0334774 UA e da un'eccentricità di 0,1091710, inclinata di 23,96721° rispetto all'eclittica.